# Leniwiec
Leniwiec je pětičlenná polská ska-punková kapela, která se velice často zúčastňuje hudebních festivalů. Pochází z města Jelení Hora a doposud vydala 6 alb. V České republice vstoupila do povědomí posluchačů především díky desce Crazy Bros, na které spolupracovala s českou punkovou skupinou Houba.
Polský kvintet na sebe poprvé výrazněji upozornilo svou druhou deskou Uprzedzenia, která vyšla v roce 2003 na největším polském undergroundovém vydavatelství Pasazer Records podporující zejména žánry punk a hardcore. Toto album bylo označeno za jeden z nejlepších počinů na punkové scéně na přelomu roku 2003.

## Členové
- Agnieszka Szpargała (zpěv, saxofon)
- Zbyszek Muczyński (zpěv, kytara)
- Paweł Nykiel (pozoun, akordeon)
- Paweł Wrocławski (kytara)
- Wojciech Wiktorski (basová kytara)
- Jakub Matusiak (bicí)

## Diskografie
- 2001 – Z tarczą lub na tarczy
- 2003 – Uprzedzenia
- 2004 – Crazy Bros - Houba hraje Leniwiec/ Leniwiec gra Houbę (společně se českou kapelou Houba)
- 2008 – Reklamy na niebie
- 2011 – Droga
- 2013 – Rozpaczliwie wolny Piosenki Edwarda Stachury
- 2016 – Raj